# فرشته بازرگان

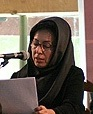
فرشته بازرگان، دختر مهدی بازرگان

فرشته بازرگان (۲۰ دی ۱۳۲۴ – ۲۶ بهمن ۱۳۹۵) عضو شورای مرکزی نهضت آزادی ایران و هیئت مدیره مجتمع نیکوکاری رعد بود. وی سابقه بازداشت و بازجویی به دلیل برخی فعالیت‌ های سیاسی در آذر ۱۳۷۹ را نیز داشته‌ است.

## تولد و تحصیل
فرشته بازرگان در ۲۰ دی ۱۳۲۴ در تهران چشم به جهان گشود. او سومین فرزند خانواده بود.  پدر او مهدی بازرگان (سیاستمدار) و مادر وی ملک طباطبایی از خانواده‌ای روحانی‌تبار بود و فرزند سیدمحمد طباطبایی و نوه شیخ مرتضی آشتیانی بود. 
وی در رشته آموزش‌ و پرورش قبل از دبستان و روانشناسی تربیتی در مدرسه عالی شمیران و دانشکده روانشناسی دانشگاه تهران تحصیل کرده و سالیانی را به تدریس زبان انگلیسی و تحقیقات و مطالعات پژوهشی در زمینه قرآن پرداخته است.

## فرزندان
از فرشته بازرگان، سه دختر و یک پسر بر جای مانده است.